# George Oppen
George Oppen, geboren als George Oppenheimer (* 24. April 1908 in New Rochelle, New York; † 7. Juli 1984 in Kalifornien) war ein US-amerikanischer Dichter, der zur Gruppe der Objektivisten gezählt wird.

## Leben
Oppen war Kind einer wohlhabenden jüdischen Familie und wuchs nördlich von New York City auf. Seine Mutter starb, als er vier Jahre alt war. Mit seiner Stiefmutter verstand er sich nicht gut. Seine Fähigkeiten beim Segeln finden später in seiner Poesie Ausdruck. Ein Hausangestellter vermittelte ihm Kenntnisse in der Zimmerei, so dass er in späteren Lebensabschnitten als Zimmermann und Schreiner seinen Lebensunterhalt verdienen konnte. 
1917 zog die Familie nach San Francisco, wo Oppen eine militärisch ausgerichtete Highschool besuchte. Nachdem er als Fahrer einen schweren Autounfall überlebt hatte, war er traumatisiert. Dies führte dazu, dass er 1925 von der Schule kurz vor dem Abschluss ausgeschlossen wurde. Er besuchte in den folgenden Monaten Verwandte seiner Stiefmutter in Schottland und hörte dort Vorlesungen an der University of St Andrews. 1925 begann er ein Studium am Oregon State Agricultural College in Corvallis, der heutigen Oregon State University. Dort traf er seine spätere Ehefrau Mary Colby. Das junge Paar verstieß gegen die Hausregeln und blieb über Nacht außerhalb des College. Das Ergebnis war, dass Mary ausgeschlossen und er suspendiert wurde. 1927 änderte sein Vater den Familiennamen von Oppenheimer zu Oppen.
Das Paar trampte in den nächsten Jahren durch die USA, heiratete und schlug sich mit Gelegenheitsarbeiten durch. Oppen begann damit, seine ersten Gedichte zu schreiben, die gelegentlich in lokalen Zeitungen gedruckt wurden. Das Paar ging 1929 und 1930 nach New York City, wo die beiden unter anderem Dichter wie Louis Zukofsky und Charles Reznikoff trafen und den Musiker Tibor Serly sowie den Designer Russel Wright kennenlernten. 1929 machte Oppen eine kleine Erbschaft, die dem Paar ein unabhängiges Leben ermöglichte, zuerst 1930 in Kalifornien und danach in Frankreich. In Frankreich gründete er zusammen mit Zukofsky die Zeitschrift To Publishers. In der kurzlebigen Zeitschrift wurden Arbeiten von Ezra Pound und William Carlos Williams publiziert. In dieser Zeit veröffentlichte Oppen seinen ersten Gedichtband Discrete Series. 
Die Oppens kehrten 1933 nach New York City zurück und gründeten dort mit Williams, Zukofsky und Reznikoff den Verlag Objectivist Press. Oppen wurde Mitglied der Kommunistischen Partei der USA (CPUSA) und wurde 1936 deren Wahlkampfleiter in Brooklyn. In den Folgejahren war das Paar aktiv an Streik- und Hilfsaktionen beteiligt. Oppen wurde eines tätlichen Angriffs auf die Polizei angeklagt und freigesprochen. Bei Ausbruch des Zweiten Weltkriegs wurde er fürs Erste vom Wehrdienst freigestellt, da er in der Verteidigungsindustrie arbeitete. Er verließ jedoch seinen Arbeitgeber und meldete sich freiwillig für den Fronteinsatz. Diesen erlebte er 1944 im Osten Frankreichs und während der deutschen Ardennenoffensive, bei welcher er schwer verwundet wurde. 1945 wurde ihm das Purple Heart verliehen und er kehrte nach New York City zurück.
Oppen und seine Frau gingen in den Nachkriegsjahren nach Mexiko, da sie sich sicher waren, dass sie, wie andere auch, wegen ihrer kommunistischen Vergangenheit vom US-amerikanischen Komitee für unamerikanische Umtriebe des Joseph McCarthy verfolgt werden würden. In Mexiko betrieb Oppen einen kleinen Betrieb zur Fabrikation von Möbeln, ständig beobachtet von der mexikanischen Polizei und vom FBI. Das Paar konnte nicht in die Heimat zurückkehren, da ihre Pässe seit 1950 für ungültig erklärt worden waren. Erst 1958 konnten sie neue Pässe beantragen und ihre Tochter am Sarah Lawrence College in Yonkers im Bundesstaat New York besuchen. 1960 ließen sie sich in Brooklyn nieder, besuchten Mexiko jedoch regelmäßig. Oppen begann wieder Gedichte zu schreiben und zu veröffentlichen. 
In den 1970er Jahren brachte Oppen seinen letzten Gedichtband mit der Hilfe seiner Ehefrau heraus, da sich bereits die ersten Zeichen einer Alzheimer-Krankheit zeigten. 1984 verstarb er in einem Pflegeheim in Kalifornien.

## Preise und Auszeichnungen
Sein dritter Band aus den 1960er Jahren Of Being Numerous aus dem Jahre 1968 wurde 1969 mit dem Pulitzer-Preis in der Sparte Dichtung ausgezeichnet.

## Veröffentlichungen (Auswahl)
- 1934: Discrete Series, mit einem Vorwort von Ezra Pound. New York: The Objectivist Press.
- 1962: The Materials. New York: New Directions.
  - 2012: deutsch von Norbert Lange: Die Rohstoffe = The Materials, mit einem Nachwort von Paul Auster und mit Anmerkungen vom Übersetzer; deutsch/englisch. Luxbooks, Wiesbaden, ISBN 978-3-939557-48-7.[1]
- 1965: This in Which. New York: New Directions.
- 1968: Of Being Numerous. New York: New Directions. Pulitzer-Preis, Sparte Dichtung, 1969.
- 1972: Seascape: Needle's Eye. Fremont, Mich.: Sumac.
- 1978: Primitive, Gedicht. Santa Barbara: Black Sparrow Press, ISBN 0-876854145.
- 1990: The Selected Letters of George Oppen. Hg. von Rachel Blau DuPlessis. Durham und London: Duke University Press.
- 1996: Alpine, poems. Perishable Press, Mount Horeb, Wisconsin, USA
- 2001: New Collected Poems. Neuauflage New York: New Directions 2008.
- 2007: Selected Prose, Daybooks, and Papers. Hg. von Stephen Cope. Berkeley u. a.: University of California Press.
- 2012: Speaking with George Oppen. Interviews with the Poet and Mary Oppen, 1968–1987. Hg. von Richard Swigg. Jefferson, N.C.: McFarland.
- 2022: Schwarzvers. George Oppens Dichtung der Negativität. (Reader mit ins Deutsche übertragenen Gedichten, Statements und einem Interview Oppens, außerdem einer ausführlichen Studie der Herausgeberin). Hg. von Rachel Blau DuPlessis, Schreibheft, 99 / 2022, S. 65–110.